# Heteronereis viridis
Heteronereis viridis är en ringmaskart som beskrevs av Örsted 1843. Heteronereis viridis ingår i släktet Heteronereis och familjen Nereididae. Inga underarter finns listade i Catalogue of Life.